# Lourenço II de Larantuca
Dom Lourenço II de Larantuca (c. 1859–1910), nascido Lorenzo Diaz Vieria Godinho, foi o último Rajá do Reino de Larantuca e reinou por quase 17 anos a partir de 14 de setembro de 1887.
Nasceu em julho de 1859, foi batizado em 20 de outubro de 1869 e foi educado por um padre jesuíta. Quando seu tio Gaspar morreu em 1877, Lorenzo (então com 17 anos) era o herdeiro presuntivo, mas a realeza passou o título para o meio-irmão de Gaspar, Domingos. Antes de sua sucessão ao trono após a morte de Domingos, em 1887, ele ensinou catecismo em Lembata e ajudou a defender os assentamentos costeiros de lá contra ataques de não-cristãos do interior. Viajando com um padre católico acompanhante, o grupo batizou principalmente crianças em Lembata e Solor.
O reinado de Lorenzo viu várias regras sendo implementadas em Larantuka, que incluíam alterações nas cerimônias tradicionais, punições para aqueles que praticavam rituais tradicionais e exigindo que todos os seus súditos fornecessem trabalho para o Reino. Mostrando claros traços de independência, ele tentou extrair impostos dos territórios pertencentes ao vizinhos rajás de Sica e Maumere, levou grupos de homens a intervir em conflitos locais e se recusou a realizar sacrifícios da maneira que seus predecessores fizeram para o nativos não católicos. Eventualmente, as autoridades coloniais responderam depondo e exilando-o em Java, em 1º de julho de 1904, onde morreu seis anos depois.